# Vulvă
Vulva (în latină vulva, pudendum femininum) - cuprinde totalitatea organelor și structurilor externe ale aparatului genital feminin, fiind compusă din muntele lui Venus, labii mari - aflate la deschiderea largă exterioară, labii mici - care înconjoară deschiderea vaginală, organe erectile, vestibulul vaginal și glande vestibulare.
Termenul „vulvă” nu este sinonim cu „vagin”. Uneori, expresia vagin este utilizată, în mod eronat, cu referire la organele genitale feminine externe. Spre deosebire de vulvă, vaginul face parte din categoria organelor sexuale interne.
În treimea inferioară a vestibulului vaginal se află glandele Bartholine, care asigură umectarea și lubrifierea mucoaselor vaginale și vulvare în timpul actului sexual. La comisura superioară a labiilor mici se află glandul clitorisul, o formațiune bogat inervată, erectilă, de formă cilindrică, omologată cu corpii cavernoși ai penisului, fiind învelit de o teacă pieloasă (prepuț). Zona de trecere de la deschiderea vulvară la orificiul anal este denumită perineu.
În perioada de pubertate, vulva suferă procese importante de transformare sub acțiunea hormonilor, procese manifestate prin pigmentarea mai închisă a regiunii, apariția părului pubian, dezvoltarea clitorisului și a buzelor vaginale. Maturizare prezintă deosebiri în funcție de particularitățile psihofiziologice ale fetelor.
Vulva a devenit un obiect al chirurgiei plastice. În unele țări africane și asiatice musulmane, fetele și femeile sunt mutilate prin îndepărtarea clitorisului și a labiilor mici din motive religioase, deoarece se crede că în așa mod soția va fi fidelă soțului. În alte culturi se favorizează alungirea labiilor, considerate o manifestare a sexualității.

## Etimologie
Cuvântul „vulvă” provine din latinescul "volva", având sensul de înveliș, protecție.

## Structură
Vulva are o orientare de sus în jos și dinainte înapoi. Din punct de vedere anatomic, este alcătuită din muntele lui Venus, formațiuni labiale, fantă vulvară, vestibul vaginal, aparat erectil și glande anexe.

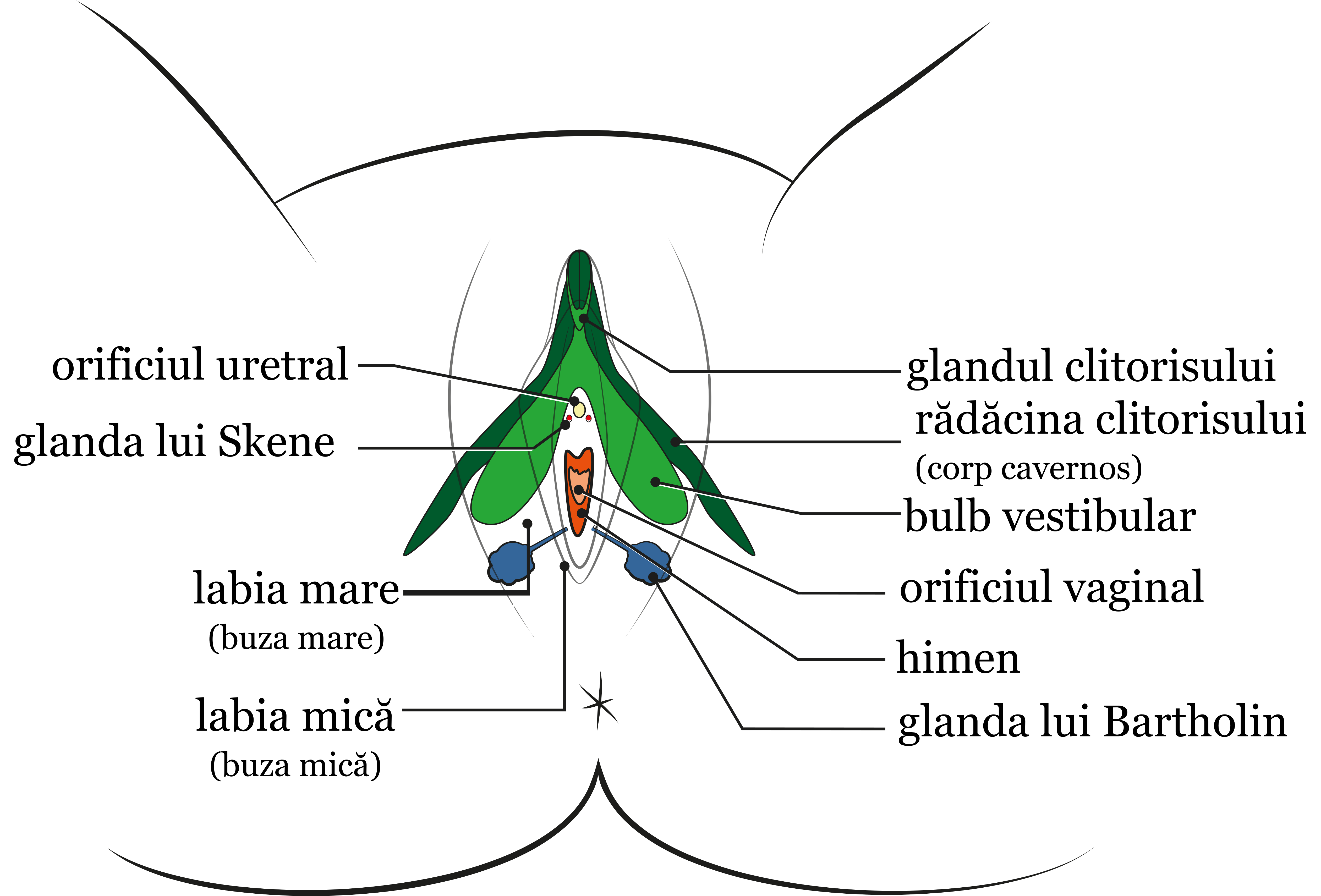
Structura internă a vulvei
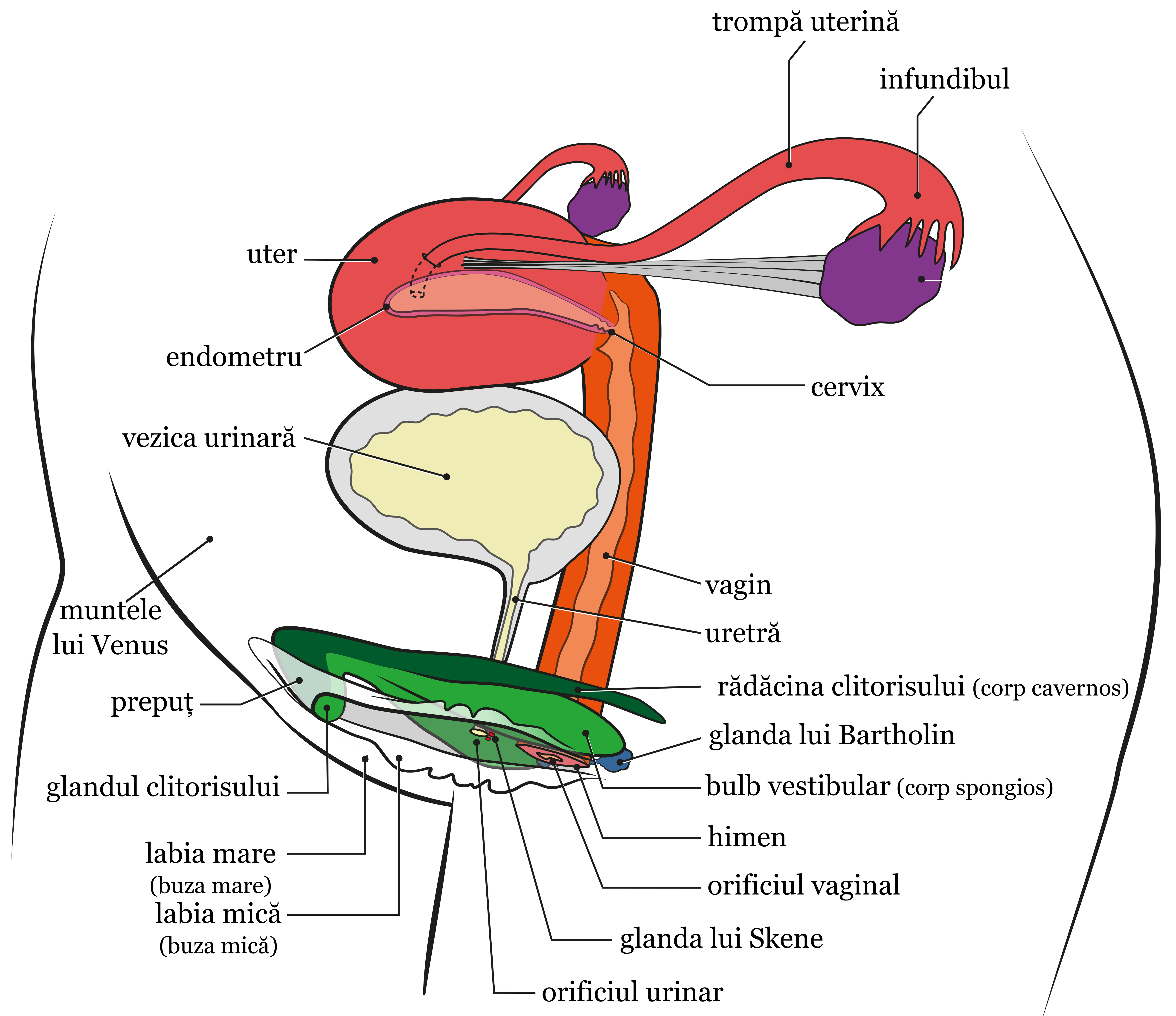
Aparatul genital feminin

### Muntele lui Venus

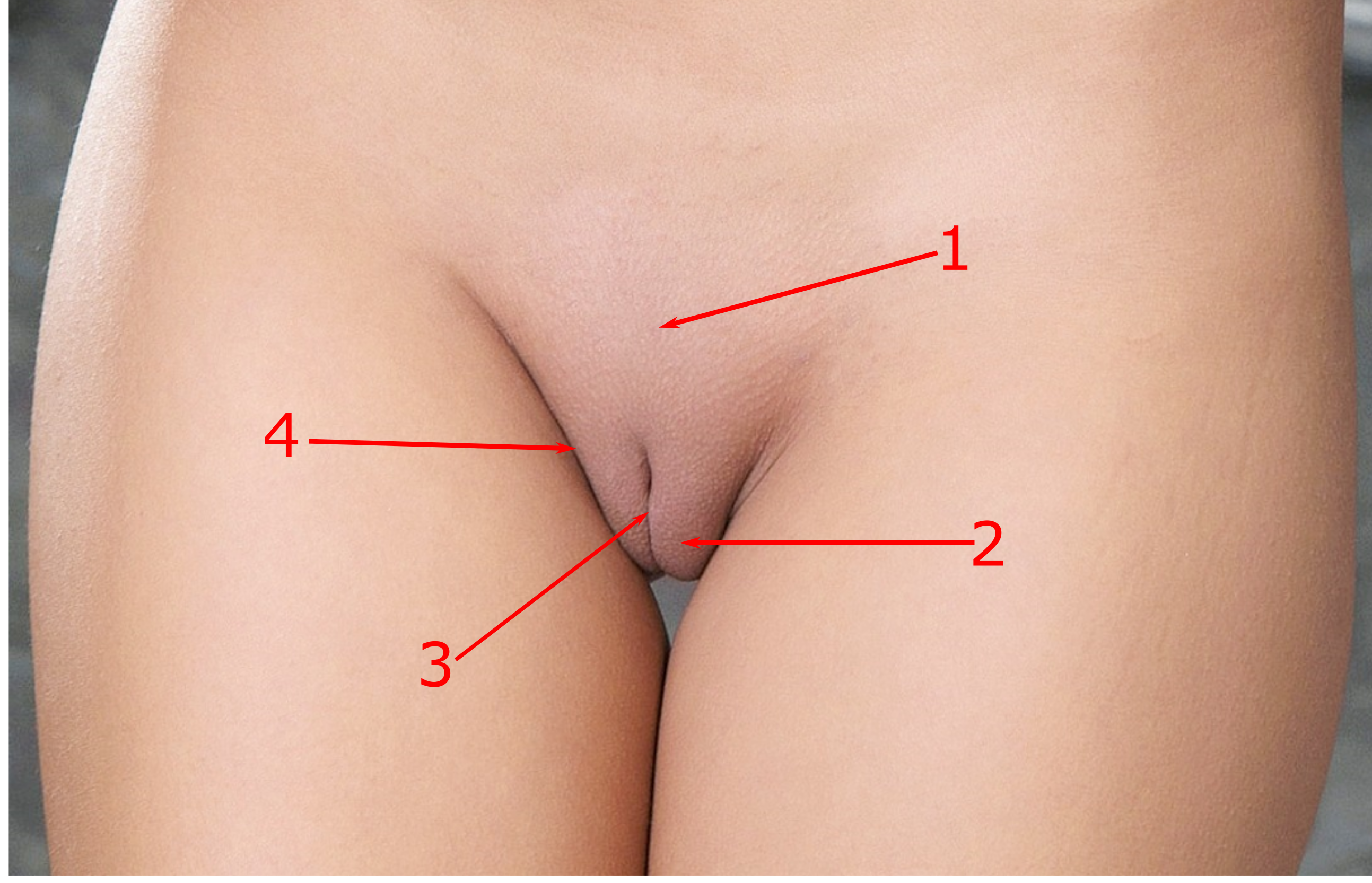
Vulvă - vedere frontală1 - Muntele lui Venus
2 - Labia mare (Buza mare)
3 - Fanta vulvară
4 - Canal inghinal

Muntele lui Venus (pubian) este o proeminență triunghiulară, rotunjită, alcătuit dintr-un strat celulo-adipos (grăsimi) situat deasupra osului pubian. Limita superioară a muntelui pubian constituie șanțul pubo-hipogastric, marginile laterale sunt redate de canalele inghinale și vârful inferior este situat anterior de simfiză pubiană. Grosimea țesutului adipos constituie 3,0-5,0 cm și continuă cu labiile mari. Din perioada pubertară, muntele lui Venus este acoperită cu păr pubian. În diferite perioade istorice, regiuni geografice sau medii culturale, femeile practică înlăturarea parțială sau completă a părului pubian.
Muntele pubian funcționează ca o posibilitate de amortizare a mișcărilor în timpul actului sexual.

### Fanta vulvară
Fanta vulvară (rima pudendi) reprezintă o despicătură cu lungimea de circa 7–8 cm, delimitată de buzele vaginale mari, fiind, la deschidere, în formă de pâlnie. La îndepărtarea labiilor se vizualizează: buzele vaginale mici, clitorisul, vestibulul cu meatul urinar și orificiul vaginal (inclusiv, himenului), orificiile glandelor vestibulare mari și mici. La femeile multipare (care au născut), labiile mari sunt ușor extinse, fanta vulvară fiind mult mai vizibilă și mai lungă decât la cele nulipare (care nu au născut). La multe femei, buzele vaginale mici proeminează prin fanta vulvară.

### Formațiuni labiale

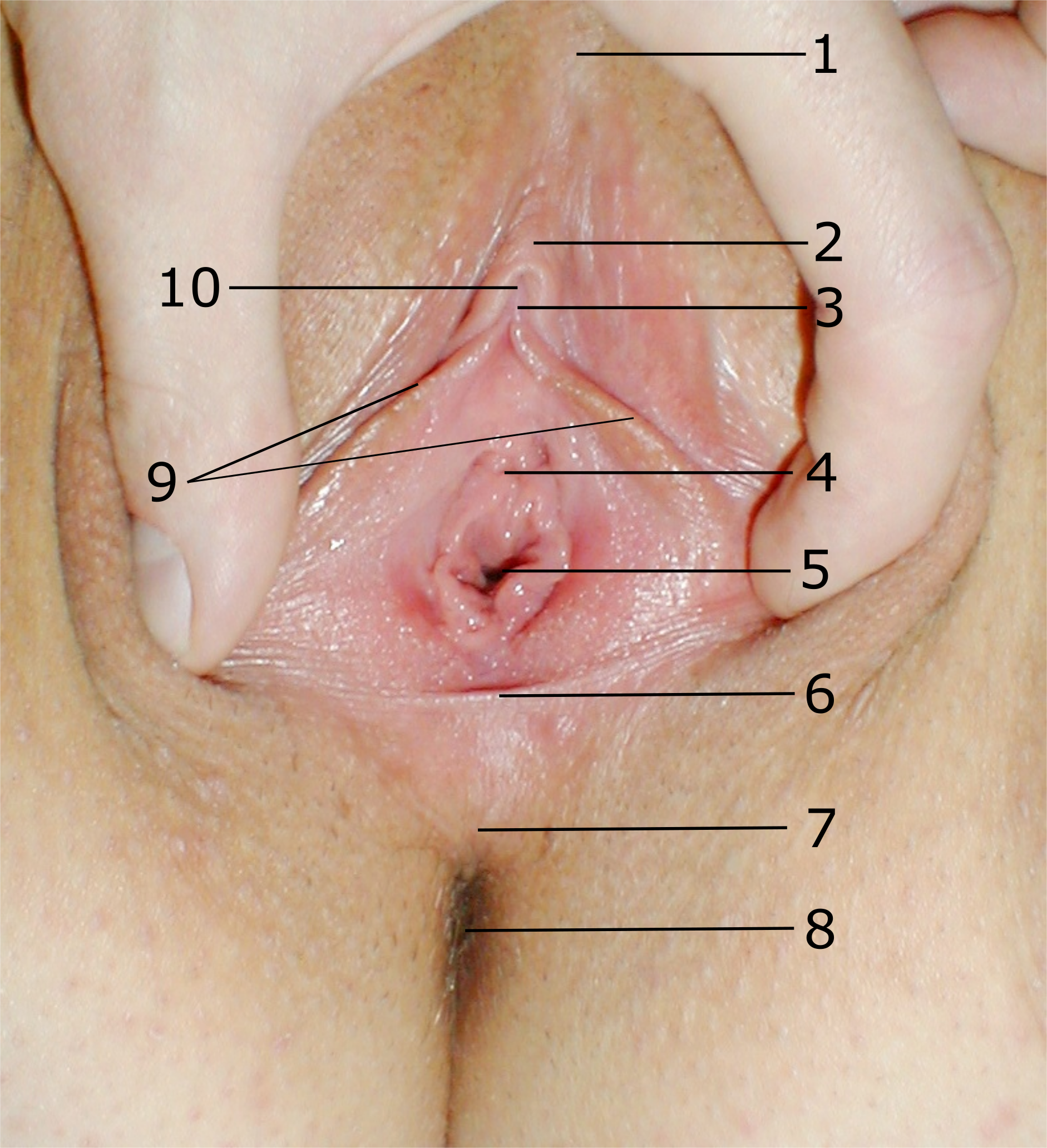
Anatomia vulvei.
1 - Comisura anterioară (superioară) a vulvei
2 - Prepuțul clitoridian
3 - Frâu (frenulum) clitoridian
4 - Meatul urinar
5 - Orificiul vaginal
6 - Furșetă
7 - Perineu
8 - Anus
9 - Labiile mici
10 - Glandul clitorisului

Labiile mari (buzele mari) reprezintă pliuri tegumentare (pieloase) alungite, care pornesc de la muntele pubian și se continuă până la regiunea perianală. Posedă aspect ovoidal, cu o lungime medie de circa 7,0-10,0 cm, înălțimea - 2,0-3,0 cm și o grosime de 1,5-2,0 cm. Labiile mari sunt alcătuite din tegument prevăzut cu numeroase glande sebacee și sudoripare, țesut muscular neted și sunt, relativ, abundente în țesut adipos (depuneri de grăsimi), ce le conferă volum și formă.
Fața externă a labiilor mari este acoperită cu păr și poate fi mai pigmentată decât pielea din regiunea învecinată. Fața internă contactează cu fața externă a labiilor mici. În partea anterioară, cele două labii mari se unesc formând comisura vulvară anterioară, dar în extremitatea posterioară – comisura vulvară posterioară. În unele cazuri, în regiunea posterioară, labiile mari trec treptat în perineu fără ca să se unească.
Labiile mici (buzele mici sau nimfele) se situează paralel, între labiile mari. La unele femei, labiile mici prezintă dimensiuni mai reduse decât labiile mari, dar se atestă o variabilitate după formă și mărime. Lungimea medie a labiilor mici măsoară circa 3–5 cm și lățimea de 1–3 cm, dare se întâlnesc și excepții. Fiecare labie prezintă două fețe: externă și internă. Fața externă, de culoare roză, este despărțită de labia mare prin șanțul nimfo-labial. Fețele interne a labiilor mici se despart prin șanțul nimfo-himenial, delimitând intrarea în vestibulul vaginal. Fețele interne ale labiilor mici pot fi mai închise la culoarea decât cele externe, predominând culoare maro.
Extremitatea anterioară a labiilor mici se bifurcă și, înconjurând glandul clitorisului, se unesc cu ramificațiile respective ale labiei opuse. Ramurile superioare trec deasupra clitorisului, formând prepuțul clitorisului, și cele dedesubt – alcătuiesc frâul clitorisului (frenulum). În extrema posterioară, labiile mici se unesc formând furșeta, element care dispare la unele femei după naștere.
Din punct de vedere histologic, labiile mici se deosebesc de labiile externe. Structura anatomică a labiilor mici prezintă o dublă foiță tegumentară, în centrul căreia se găsește țesut conjunctiv, bogat în fibre elastice, lipsit de celule adipoase. Labiile mici posedă numeroase fibre nervoase și vase sangvine. Pielea labiilor conține multe glande sebacee, care secretă o substanță albicioasă denumită smegmă vulvară.
Datorită abundenței terminațiilor nervoase, labiile mici reprezintă o zonă erogenă importantă, fiind mult mai sensibile decât labiile mari. În timpul excitației sexuale, labiile mici devin turgescente și, mărindu-se în volum, intensifică dorința de copulație. Mișcările de penetrare a vaginului de către penis antrenează labiile mici și prelungirile acestora, contribuind la stimularea indirectă.

### Aparatul erectil

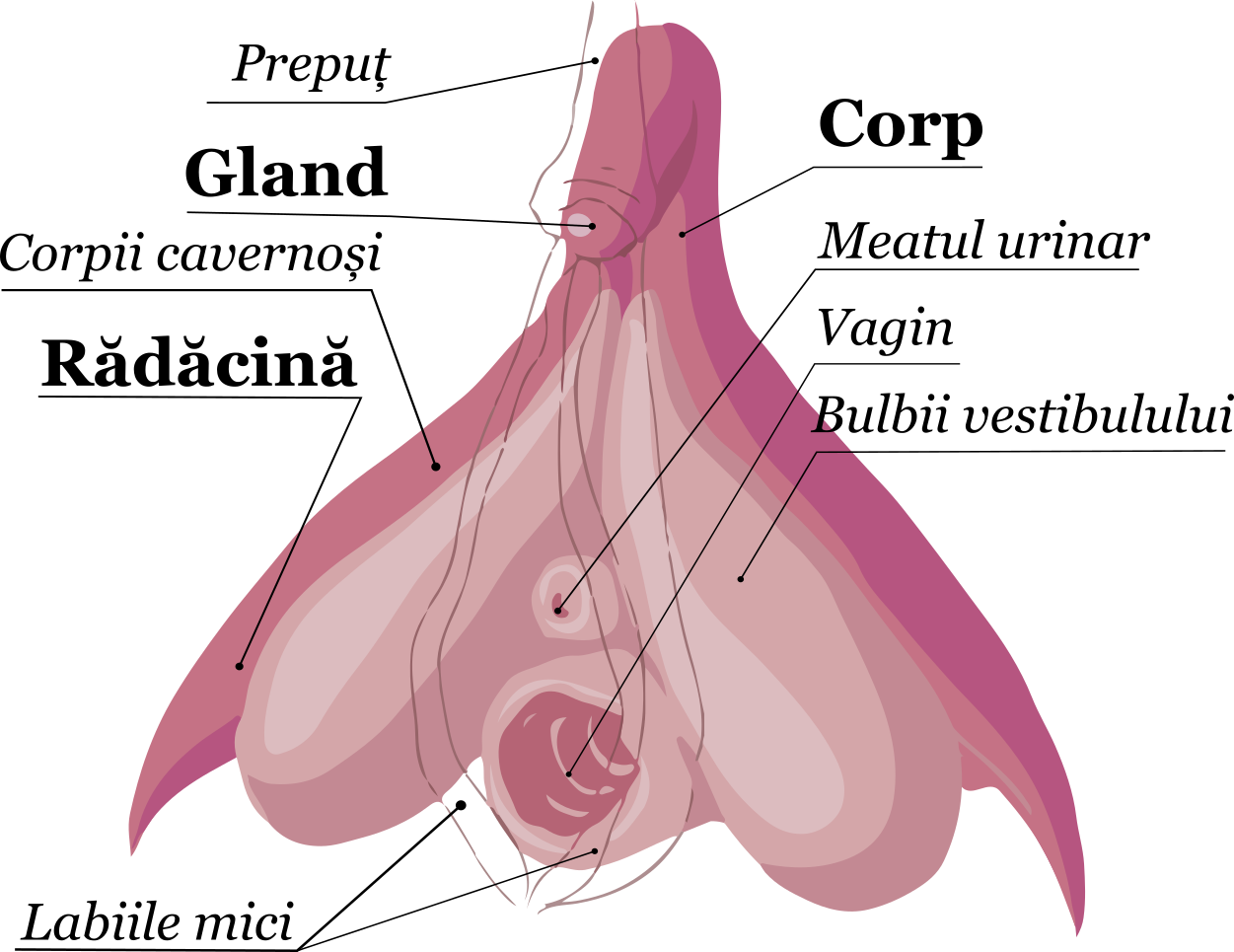
Structura aparatului erectil feminin

Aparatul erectil feminin este alcătuit din clitoris - format din corpi cavernoși, și bulbii vestibulari - alcătuiți din corpi spongioși. Organele erectile feminine sunt omoloage penisului masculin.
Clitorisul este un organ erectil, impar, alcătuit din țesut cavernos și divizat în trei segmente: gland, corp și rădăcină. La suprafața vulvei, se vizualizează doar glandul, amplasat la joncțiunea ramurilor anterioare ale labiilor mici, și poate fi pipăit corpul clitorisului. Glandul reprezintă o prelungire a corpurilor cavernoase formate prin unirea rădăcinilor, fiind atașate de simfiza puabiană prin ligamentul fundiform. Rădăcinile clitoridiene se inseră pe fața internă a ramurilor ischio-pubiene ale bazinului.
Glandul clitorisului este alcătuit dintr-un nucleu conjunctiv central, acoperit de o mucoasă dermopapilară bogată terminații nervoase și corpusculi voluptoși (corpusculi senzitivi genitali). Mărimea vizibilă a glandului variază între 6 – 25 mm, lungimea totală a clitorisului, inclusiv partea internă, constituie cca 8 cm. Glandul clitorisului este acoperit, în stare de repus, de prepuț și frâu - ramuri tegumentare ale labiilor mici.
Glandul clitorisului este cea mai sensibilă parte a corpului feminin, unele publicații indică că epiteliul său conține circa 8000 de terminați nervoase, mai mult decât pe suprafața glandului penian. Clitorisul nu are niciun rol în procreare, fiind destinat exclusiv plăcerii sexuale.
Bulbii vestibulari (sau bulbii clitoridieni, bulbii vaginali) sunt organe semierectile, perechi, care înconjoară vaginul în partea inferioară. Bulbii vestibulari au formă ovoidală, conică în partea anterioară, cu dimensiuni de 3 cm în lungime, 15 mm în lărgime și o lățime de 8 mm. Bulbii sunt alcătuiți dintr-o rețea venoasă densă, încorsetată de membrană albuginea acoperită de mușchii bulbocavernoși. Bulbii sunt amplasați pe părțile laterale ale vestibului vaginal și vaginului. În partea anterioară, în apropiere de corpului clitoridian, bulbii se unesc printr-o comusură a venelor.
Având rolul de organe erectile, bulbii vestibulari sunt implicați în modificările fiziologice ale organelor genitale în timpul excitației sexuale. Fiind formați din țesut spongios, în timpul excitației sexuale, venele se umplu cu sânge și, dilatându-se, îngustează intrarea în vagin.

### Vestibulul vaginal

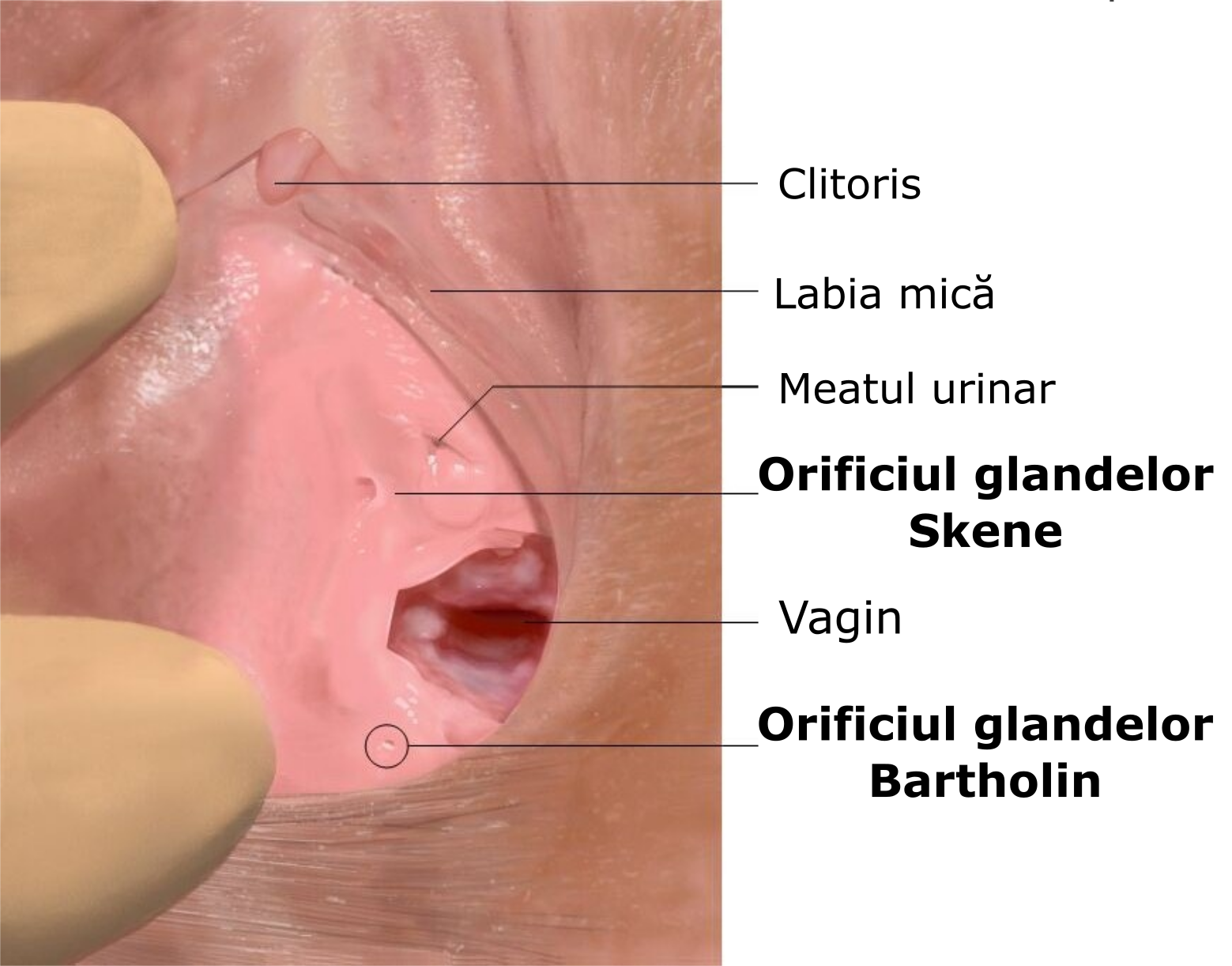
Vestibulul vaginal al vulvei

Vestibulul vaginal (sau vulvar) reprezintă regiunea dintre clitoris, baza labiilor mici și furșetă, unde se deschid orificiul urinar, vaginal și canalele glandelor vestibulare. Vestibulul poate fi văzut doar la îndepărtarea labiilor mici. Tegumentul vestibulului este neted, de culoare roz.
Meatul urinar este un orificiu circular amplasat posterior față clitoris și anterior orificiului vaginal. Orificiul urinar se situează la cca 2,5 cm se mai jos de clitoris, pe vârful unei mici proeminențe denumită și papila uretrală.  Lateral de meat se găsesc două orificii, prin care se deschid canalele glandelor parauretrale mici ale lui Skene.
În partea posterioară a vestibulului se află orificiul vaginal, care marchează granița dintre organele sexuale externe și cele interne. Acesta delimitează canalul structurile vulvei de canalul vaginal și, deci, organele sexuale externe de cele interne. De aici, mucoasa vaginală se continuă, în exterior, cu mucoasa vestibulului și cu învelișul tegumentar al labiilor mici. Himenul reprezintă membrană formată din țesut conjunctiv, fibre elastice și colagene. La fiecare femeie himenul diferă ca formă, mărime și grosime. Datorită acestei diversități, himenul nu poate fi considerat dovadă pentru sau împotriva virginității unei fete sau femei.
De obicei, himenul are un singur orificiu circular având următoarele cele mai răspândite tipuri de forme: semilunar, inelar și labial. Alteori, himenul poate fi biperforat (cu două orificii) și cribriform (mai multe orificii). Mai rar, se întâlnesc cazuri când membrana himenului lipsește complet sau e foarte redusă în dimensiuni. Există și cazuri când himenul acoperă orificiul vaginal în întregime. Aceasta nu permită scurgerea lichidului menstrual, acumulându-se în vagin. În astfel de situație este nevoie de intervenție chirurgicală pentru a face o incizie în membrană.
După primele rapoarte sexuale, himenul poate prezenta mai multe leziuni, în urma cărora se pot forma 4-5 fragmente. Aceste proces se numește deflorare. După naștere, pot rămâne vestigii ale himenului denumite caruncule himenale. Totuși, himenul poate fi lezat accidental în timpul exercițiilor fizice, utilizarea ustensilelor ginecologice etc. Alteori, datorită dimensiunilor reduse ale acestuia ruperea lui nu are loc. Aproximativ 30% din femeile europoide nu sângerează la primul act sexual. Într-un studiu cu adolescenți care au avut raporturi sexuale consensuale s-a arătat ca aproximativ jumatate din fete nu au avut leziuni himenale.

### Glande anexe

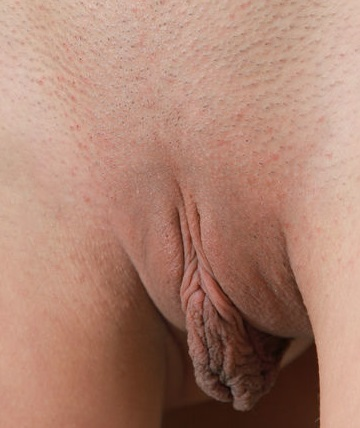
Dezvoltare excesivă a labiilor mici

În partea posterioară vestibulului vaginal, lateral față de vagin, sunt amplasate câte un orificiu al glandelor Bartholin (glandele vestibulare mari). Aceste glande, sunt perechi, au formă ovoidală cu lungime de 1,5 cm și lățime de 0,5 cm. Însăși corpul glandelor sunt situate în profunzimea labiilor mari, în partea posterioară, parțial acoperite de către bulbii vestibulului. Canalele excretoare sunt oblice și lungi de 1–2 cm. În timpul actului sexual, glandele Bartholin elimină o secreție care lubrifiază vulva pentru a ușura intrarea penisului în vagin.
Glandele Skene (glandele vestibulare mici), sunt organe perechi, situate pe marginile laterale ale canalului uretral. Orificiile celor două canale se află pe părțile lateral-posterioare față de meatul urinar. Funcția lor nu este clară pe deplin, după cât se pare, glandele Skene secretă un lichid în timpul orgasmului. Sunt studii care arată legătura din aceste glande și „ejacularea feminină”, însă nu există un consens în mediul științific.

### Vascularizația
Vulva este bogat vascularizată, asigurând fluxul ridicat de sânge în momentul excitației sexuale. Structurile vulvare sunt irigate de artera pudendală internă, ramificație a arterei hipogastrice, și artera pudendală externă, care provine din artera femurală. Artera pudendală internă se ramifică în arterele perineale, cavernoase, dorsala clitorisului și bulbare, iar artera pudendală externă se termină la muntele lui Venus. Venele superficiale ale vulvei merg la venele pudendale externe, care se revarsă vena safenă mare. Venele profunde formează venele pudendale interne care se unesc cu venele bulbului vaginal și ajung în plexul vaginal.
Vasele limfatice ale vulvei drenează spre ganglionii limfatici superficiali inghinali, de la baza coapsei.

### Inervație
Organele genitale prezintă o inervație complexă, vulva având o inervație somatică și organo-vegetativă. Formațiunile vulvei și partea inferioară a vaginului sunt inervate de nervul pudendal intern, care provine din ramurile genitale ale plexului. Inervația labiilor mari și a regiunii pubiene este dată de plexul lombar (nervul abdomino-genital) și de plexul sacral (nervul pudendal intern).

### Variabilitate

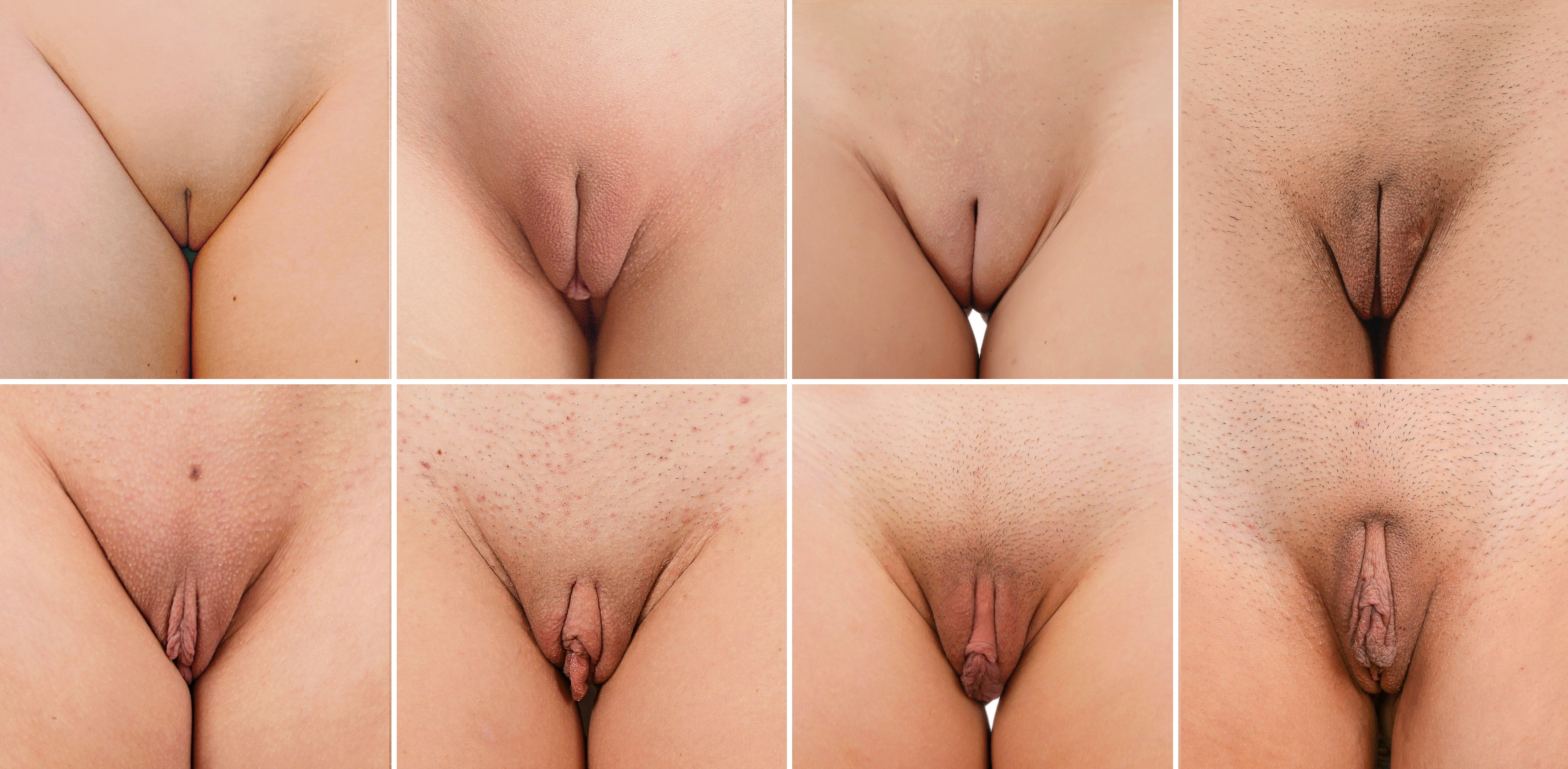
Diversitatea morfologiei externe ale vulvei

Morfologia și aspectul exterior al vulvei sunt unice pentru fiecare femeie. Sunt unice atât dimensiunile labiilor, clitorisului, cât și colorația acestora. Deși, cultura modernă mediatizează pe larg concepția că pielea vulvei trebuie să fie de aceeași culoare ca și a corpului, labiile – simetrice, labiile mici – scurte și subțiri, clitorisul – mic; nu există un canon al frumuseții feminine pentru zona intimă. În mod normal, următoarele elemente ale organele sexuale externe pot varia:
- Mărimea și forma zonei pubiene - poate să proemineze mai mult sau mai puțin în dependență de cantitatea de grăsimi depozitate;
- Gradul de acoperire cu păr a zonei pubiene, zonei inghinale, labiilor mari, perineului se deosebesc, inclusiv grosimea și culoarea firelor de păr;
- Grosimea, lățimea labiilor mari, cât și pigmentația lor diferă: poate fi identică cu cea a pielii din regiunile aferente sau mult mai închisă la culoare – roz, brune, gri;
- Lungimea labiilor mici variază între 2 și 10 cm, lățimea între 2,5–6 cm (deseori ele pot să iasă în afară vulvei); suprafața labiilor poate fi netedă sau rugoasă având nuanțe de la un roz deschis până la un brun închis; de asemenea, labiile mici pot fi asimetrice, una să fie mai lungă decât cealaltă.
- Lungimea și grosimea clitorisului (inclusiv glandul) sunt diverse, poziția clitorisului poate fi mai aproape sau mai departe de orificiului vaginal;
- Variază și dimensiunile corpului perineal (distanța dintre vagin și anus).

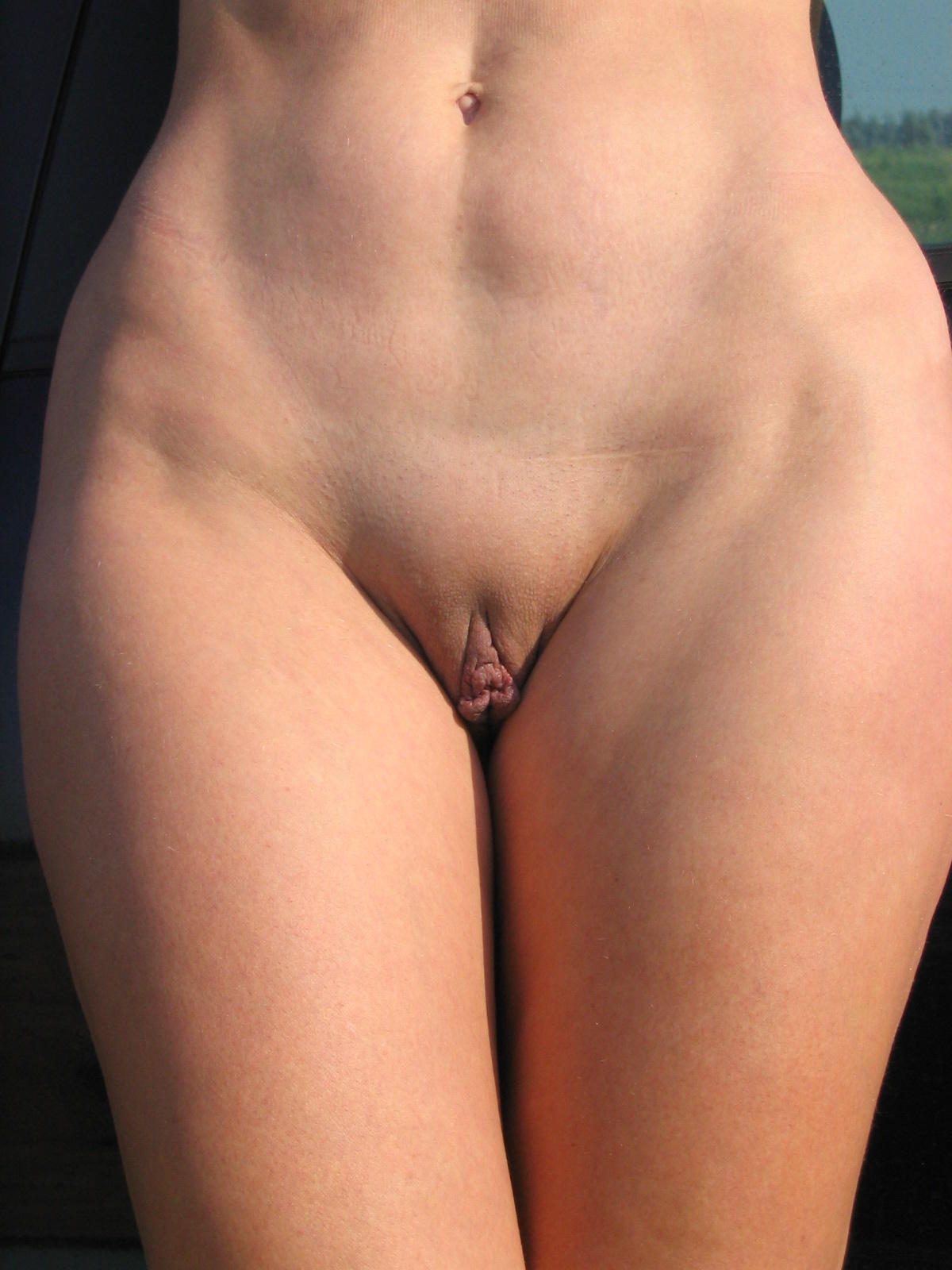
Hipertrofia labiilor mici

Cel mai frecvent, deosebirile se întâlnesc în cazul clitorisului, labiilor mici și poziția fantei vulvare.
În perioada august 2015 – aprilie 2017, în Elveția, a fost realizat un studiu pentru a determina variația morfologică a labiilor mici, clitorisului și a prepuțului. Astfel, au fost examinate organele genitale externe la 657 de paciente cu vârste cuprinse între 15-84 ani, de la spitalul Luzerner Kantonsspital. Rezultatele acestui studiu au arătat că formațiunile genitale sunt unice și deosebite pentru fiecare femeie fără existența unui tip-standard pentru formă, culoare și mărimile vulvei. În 2018 a fost publicat un studiu realizat de un grup de savanți de la University of Colorado Boulder (Statele Unite) care a cuprins 44 de fete cu vârste între 10-19 ani. Cercetătorii nu au stabilit vreo corelație între dimensiunea și forma labiilor mici în funcție de vârsta pacientului, înălțime, greutate, rasă și au confirmat că variabilitate largă a morfologiei genitale feminine nu permite formularea unui etalon privind dimensiunile „normale” ale vulvei.
Hipertrofia labiilor mici reprezintă extinderea labiilor mici dincolo de labiile mari. Aceasta se manifestă la ambele labii sau doar  la una, fiind cauza asimetriei labiale. Hipertrofia labiilor mici nu este considerată o malformație, patologie, anomalie, ci mai degrabă o caracteristică individuală a femeii. În rândul medicilor ginecologi, pediatri și chirurgi nu există un consens în ce privește lungimea labiilor pentru a fi considerate ca „normale/corecte” sau „hipertrofiate”. În unele publicații se vehiculează ideea că se poate vorbi despre hipertrofia labiilor mici în cazul când ele depășesc lățimea 5 cm de la baza șanțului nimfo-himenial. Aceasta nu are efect negativ asupra sănătății, dar poate provoca senzații de iritare. Unele femei confirmă că simt un disconfort la purtarea unor anumite tipuri de haine, practicarea unor sporturi sau în timpul actului sexual. Din această cauză se recurge la labioplastie (vulvoplastie) - intervenție chirurgicală de scurtare a lățimii labiilor. În același timp, în unele triburi din Africa de Est și de Sud se practică alungirea labiilor, deoarece se consideră că dimensiunea mărită a acestora influențează pozitiv atracția și senzațiile sexuale.
Nu se cunosc cauzele exacte ale hipertrofiei. Ea poate fi condiționată de mai mulți factori: genetici, hormonali, nutriționali etc. Prezența hipertrofiei devine vizibilă în perioada pubertății.

## Dezvoltare

### Embriogeneză
Dezvoltarea organelor sexuale externe are loc în două etape. Prima etapă – nediferențiată – când primordiile organelor genitale sunt identici la ambele sexe.
În cursul săptămânii a 3-a membrana cloacală (segmentul final al intestinului posterior), este înconjurată progresiv de mezenchim. Acesta formează de fiecare parte a membranei pliul cloacal. În a 4-a săptămână cele două pliuri se unesc în partea anterioară și formează tuberculul genital. Pliurile cloacale de asemenea se divid în pliuri uro-genitale și, respectiv, pliuri anale. Mai lateral și puțin numai caudal se dezvoltă pliurile labio-scrotale. Diferențierea ulterioară a sexului este determinată de prezența sau absența hormonilor androgeni. În lipsa acestora se vor dezvolta caracterele sexului feminin.
La sfârșitul celei de a 6 săptămână de dezvoltare intrauterină începe cea de a doua etapă – de diferențiere, care continuă până la 12-a săptămână după care se poate determina sexul fătului. În această perioadă tuberculul genital se transformă în clitoris, pliurile urogenitale se dezvoltă în labii mici, iar cele labio-scrotale – în labii mari.

### Perioada neonatală și copilăria
După naștere, pe o perioadă scurtă, se manifestă efectul hormonilor placentari materni. La fetele nou-născute labia mare este îngroșată, marginile libere sunt rotunjite, și acoperă doar parțial labiile mici. Clitorisul e relativ mare, raportat la dimensiunile corpului. Practic în perioada prepubertară clitorisul deține jumătate din lungimea sa a unei femei mature. Vestibul este adânc, orificiul vaginal fiind vizibil, dar cei urinar complicat de observat. După aproximativ 4 săptămâni de la naștere efectul hormonilor materni.
Până la pubertate labiile vaginale au dimensiuni reduse, glandele vestibulare, foliculii piloși și glandele sebacee sunt în stare de repaus. Vulva rămâne să fie situată mai anterior, decât la femeile adulte.
În unele cazuri are loc fuziunea labiilor mari ce provoacă inflamații ale căilor urinare și ale vestibulului vaginal, îngreunează micțiunea sau o face chiar imposibilă. Labiile pot să se dezlipească în mod natural în timpul creșterii, în caz contrar, se tratează prin administrarea estrogenului.

### Perioada pubertară

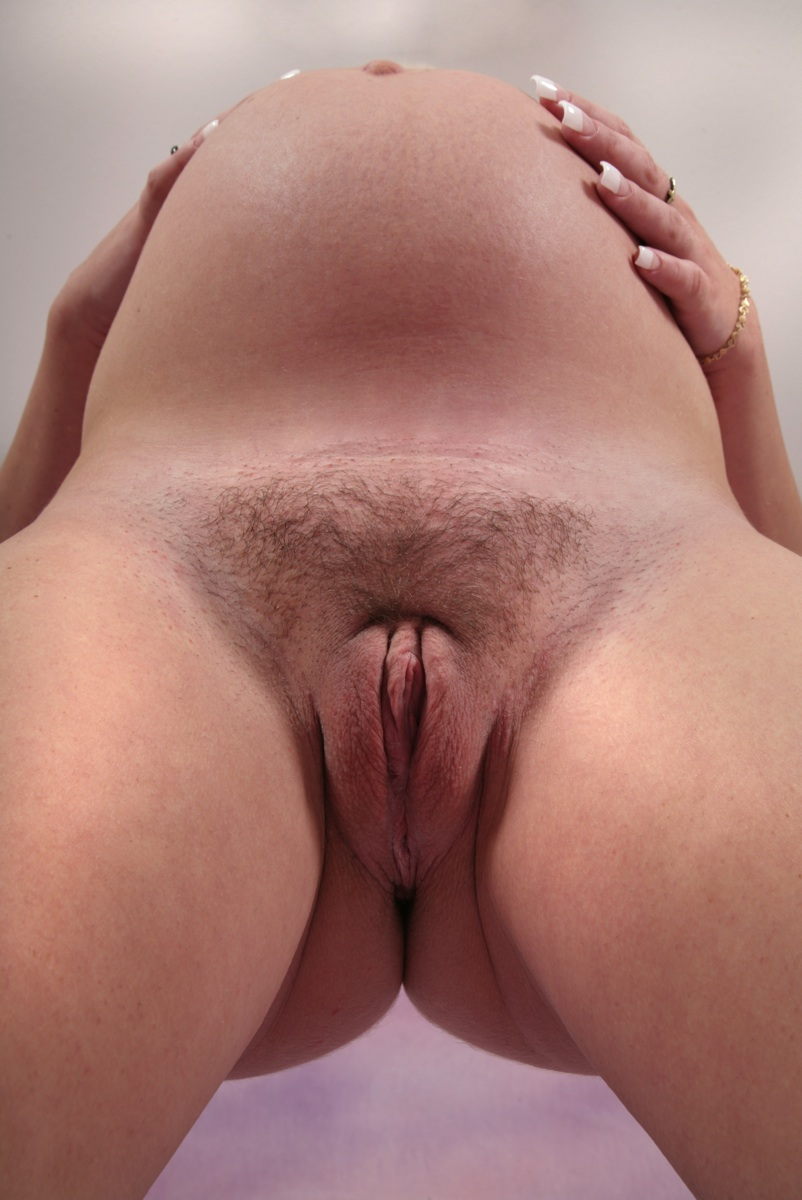
Aspectul vulvei ale unei femei însărcinate

Maturizarea sexuală începe la vârste cuprinse între 8 și 13 ani. Aceasta se datorează creșterii progresive a nivelului de gonadotropine și de steroizi sexuali suprarenali și ovarieni. Încep să se dezvolte caracterele sexuale secundare: apariția pilozității axilare și pubiene, creșterea sânilor, modificarea proporțiilor corpului. În țesuturile subcutanate ale regiunii pubiene și labiilor mari se acumulează grăsimi, ca rezultat se măresc în volum. Epiteliul vulvar se îngroașă și se pigmentează datorită sintezei de melanină. Labiile mici se măresc în dimensiuni, suprafața lor devine rugoasă și mai închisă la culoare. Deseori ele proeminează deasupra labiilor mari. Părul apare mai întâi pe suprafața labiilor mari, apoi se răspândește pe linia mediană a zonei pubiene sub formă de o fâșie. Glandele vestibulare se maturizează și devin active.

### Perioada reproductivă. Sarcina
Perioada adultă se caracterizează prin stabilitatea caracterelor organelor sexuale externe, cu variații nesemnificative sub influența hormonilor reglatori ai ciclului menstrual. Modificările majore se înregistrează în perioada sarcinii. În regiunea vulvară și perineului se constată o creștere a vascularizației pentru asigurarea extensibilității din timpul nașterii. Crește fluxul de sânge spre organele genitale ce duce la intensificarea pigmentației. Vulva și vaginul pot căpăta o nuanță violacee datorită congestiei venelor. Venele se lărgesc din cauza progesteronului și pot produce varice, atât în zona vulvei cât și la nivelul membrelor inferioare.

### Perioada de senescență
După instalarea menopauzei, nivelul hormonilor scade și determină atrofia vulvovaginală. Dispare pigmentația pielii. Regiunea pubiană și labiile mari pierd din țesutul adipos devenind flasce. Labiile mici se subțiază, clitoris se micșorează în lungime și grosime, deschizătura vulvară se îngustează. Părul devine mai fragil și subțire, se reduce gradul de pilozitate a regiunii genitale. Glandele sudoripare, sebacee și vestibulare regresează, suprafața pielii devenind uscată.

## Fiziologie
Labiile mariîndeplinesc funcția de protecție a orificiului vaginal și a deschiderii uretrei.
Vulva este implicată în procesul micțiunii, dirijând jetul urinar prin intermediul labiilor mici.
În timpul excitației, clitorisul și labiile se măresc în volum, secrețiile glandelor Bartholin lubrifiază vulva și vaginul, pregătindu-le pentru intromisiune.

### Activitatea secretorie
Secreția regiunii vulvare este asigurată de glandele lui Bartholin, glandele Skene, glandele sebacee ale ambelor labii și glandele sudoripare ale labiilor mari.

### Răspunsul sexual

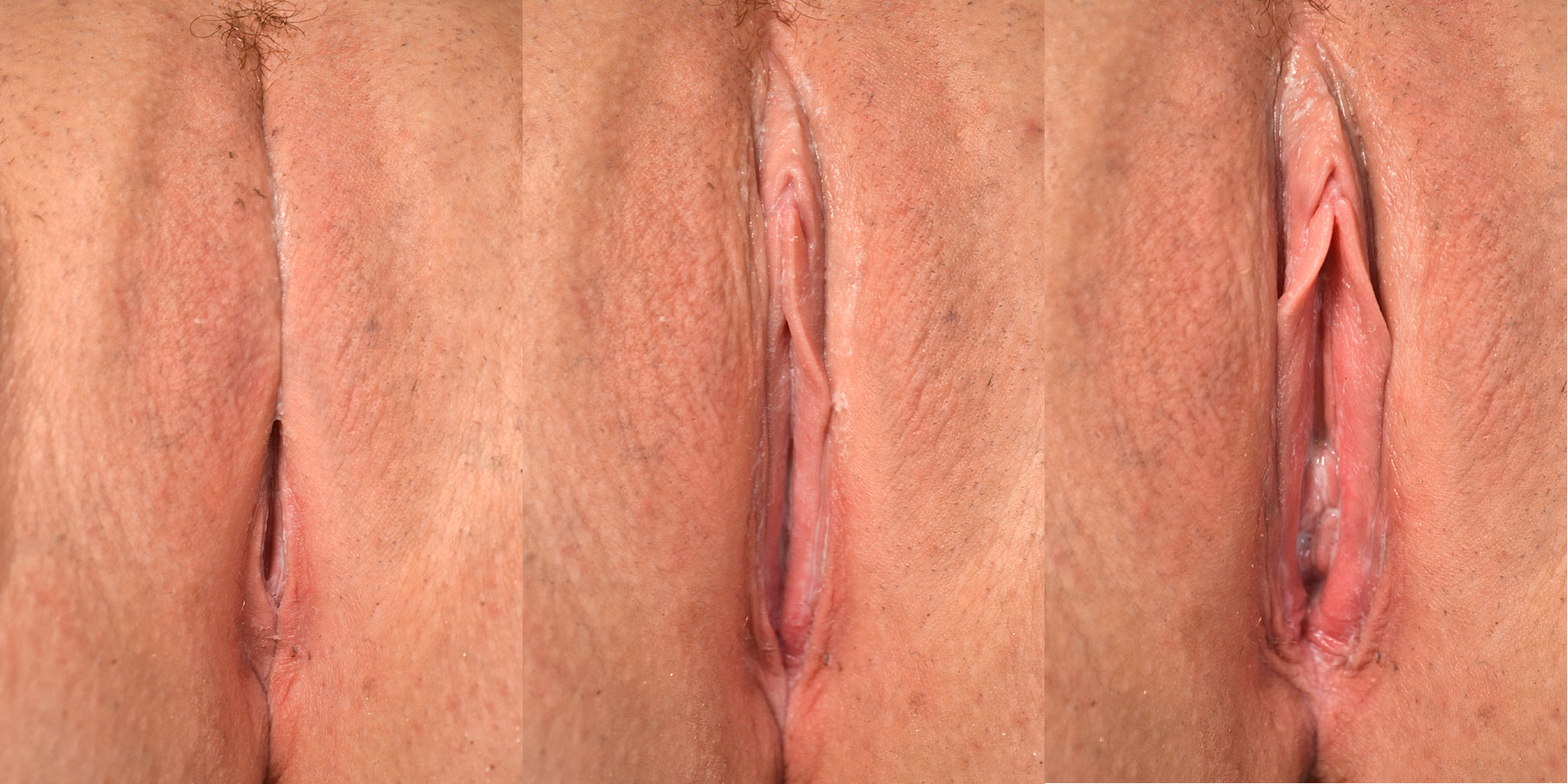
Dilatarea labiilor mici în timpul excitației sexuale

Ca urmare a excitației sexuale apar numeroase modificări fiziologice la nivelul vulvei și a organelor genitale interne, care pregătesc tractul genital feminin pentru actul sexual. Răspunsul sexual feminin cuprinde un ciclu alcătuit din patru faze: excitație, platou, orgasm și rezoluție. Primele două faze sunt reglate de sistemul nervos parasimpatic, ultimele două de sistemul nervos simpatic. Principalele zone erogene ale organelor genitale externe constituie clitorisul și labiile mici (buzele vaginale mici), ambele cu o vascularizație și inervație intensă. Excitația sexuală antrenează mai multe sisteme ale organismului: nervos, endocrin, circulator, respirator, locomotor.
Plăcerea primită în timpul actului sexual la femeie depinde atât de stimularea emoțională și psihică, cât și de cea fizică. Apariția dorinței este influențată de experiențele sexuale anterioare ale femeii și de impulsurile psihologice.
Faza de excitație se declanșează prin stimularea tactilă a organelor sexuale sau prin intermediul fanteziilor. Din punct de vedere al sexualității feminine, satisfacția unui act sexual depinde de această fază. Această fază constă în excitarea regiunilor erogene: vulva, sânii, perineul, anusul, coapsele etc. Excitația sexuală se caracterizează printr-o irigare abundentă a formațiunilor vulvare cu sânge. Arterele se dilatează și aportul sanguin spre vulvă crește. În același timp, are loc vasoconstricția venelor ce limitează refluxul de sânge venos dinspre organele sexuale externe. În consecință, clitorisul devine turgescent și își dublează volumul, glandul clitoridian său iese de sub prepuț. Bulbii vestibulari și labia mică încep să se umfle, sporind suprafața sensibilă a vulvei, și împreună cu celelalte structuri genitale se înroșesc. Vaginul reacționează la factorii excitanți prin eliminarea lichidului lubrifiant.
În faza de platou se intensifică secrețiile vaginale și ale glandelor Bartholin pentru umezirea vulvei și facilitarea penetrării vaginului de către penis. Lubrifierea este importantă pentru crearea unei senzații plăcute de alunecare și masaj și prevenirea iritațiilor vaginale. Clitorisul devine mai erect și glandul se retrage spre muntele lui Venus, sub pielea prepuțului, poziție care îl face extrem de receptiv la stimularea indirectă, de exemplu, prin tragerea labiilor. Turgescența labiilor mari deschide fanta vulvară expunând intrarea în vagin. Labiile mici ating dimensiunea maximă, mărindu-se de 2-3 ori, și își schimbă colorație în nuanțe de roșu-închis sau purpuriu. S-a observat, că atunci când labiile mici devin de o culoare intensă și strălucitoare și se continuă stimularea corespunzătoare, orgasmul este inevitabil, chiar și fără penetrarea vaginală. Ulterior, contracția mușchilor din partea inferioară a pelvisului și umflarea bulbilor vestibulari duc la strâmtorarea orificiul vaginal cu 30%. Umflarea vulvei apropie structurile senzitive din punct de vedere sexual — clitorisul și labiile mici - de penis în momentul penetrării. Excitații tactile repetate ale clitorisului și vaginului declanșează orgasmului.

Modificarea vulvei în timpul diferitor etape ale răspunsului sexual

Faza orgasmică se manifestă prin contracția sincronizată a mușchilor uterului, perineului, vaginului și a sfincterului anal, creând senzații de plăcere. Numărul de contracții în timpul orgasmului variază în funcție de intensitatea acestuia și durează până la 20-60 de secunde. În această fază se remarcă pulsarea ritmică a clitorisului și a vulvei în întregime. Un orgasm poate fi însoțit de ejaculare involuntară a lichidului glandelor Skene. Orgasmul se exteriorizează ca un oftat, un fior sau puternic senzual, când corpul se cutremură, cu pierderea temporală a conștiinței. Senzațiile sexuale intense se transmit creierului, inducând intensificarea tonusului muscular la nivelul întregului organism. Imediat după orgasm, clitorisul rămâne adesea foarte sensibil și stimularea directă poate fi uneori percepută ca iritantă.
În faza de rezoluție (refractară) toate structurile vulvei revin la forma inițială, dimensiunile și colorația obișnuite. Vasele venoase se dilatează, încetinesc activitatea glandele Bartholin și secrețiile vaginale. Totuși, la femei faza de rezoluție poate fi scurtă sau absentă. După actul sexual săvârșit, femeia poate simți o nevoie de tandrețe și comunicare care ar putea explica tendința ei de a prelungi contopirea trăită mai înainte, lucru de care ele sunt capabile. În timpul acestei etape, dacă continuă stimularea astfel încât excitația sexuală să nu scadă ca intensitate sub faza de platou, multe femei pot trăi mai multe orgasme (orgasme multiple).

### Naștere
Regiunea vulvară este expusă riscului de traumatizare în timpul nașterii. În timpul degajării capului și umerilor, vaginul și vulva se dilată până la 8–10 cm în diametru pentru a ușura expulzarea fătului. În unele cazuri au loc rupturi, prezente la nivelul comisurii vulvare posterioare, labiilor sau periclitoridian. Amplasarea anterioară a vulvei, mai aproape de simfiza pubiană, o expune mai des la rupturi. Atunci când expulzia fătului întâmpină rezistență se practică epiziotomia - secționarea chirurgicale a perineului pentru lărgirea canalului de naștere.
În primele zile după naștere, vulva își recapătă treptat tonicitatea, dispar edemele și varicele, se cicatrizează rupturile.

## Vulvoplastie

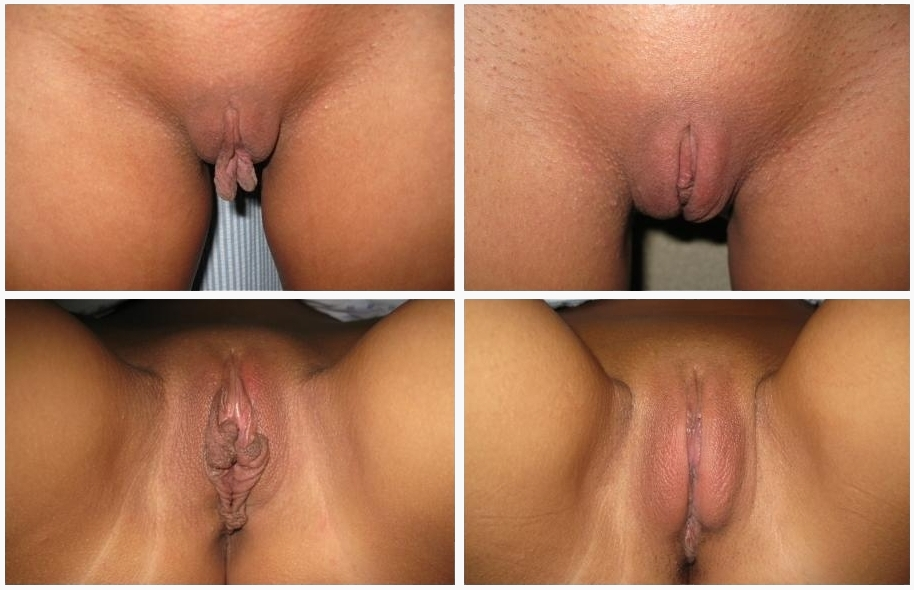
Diferența înainte de labioplastie (stânga) și după (dreapta)

Vulvoplastia (sau labioplastia) reprezintă intervenția chirurgicală realizată cu scopul de a modifica dimensiunile și/sau forma formațiunilor vulvare. Această operație este aplicată în urma accidentelor cauzate de vătămarea mecanică a organelor genitale externe sau traumatismelor cauzate de cancer. De asemenea, aceste proceduri sunt efectuate și ca o intervenție chirurgicală, în cazurile când acestea ar putea crea iritații și dureri. Dar pentru alte femei, aceste proceduri le predispun la riscuri inutile: practic se taie, se coase și se supune laserului zona cea mai sensibilă, înțesată cu terminații nervoase. Ca rezultat astfel de operații pot fi urmate de depigmentări, țesuturi necrozate sau subțiate.
Colegiul American de Obstetrică și Ginecologie recomandă ca femeile să se informeze cu privire la riscurile acestor intervenții chirurgicale, referindu-se la lipsa de date relevante pentru siguranța și eficiența lor, inclusiv a riscurilor potențiale asociate, cum ar fi infecția, senzația de iritație, dispareunie și cicatrizarea.

## Maladii și malformații
- Hipoplazia vulvară - dezvoltarea congenitală insuficientă a vulvei (în perioada intraunterină a fătului).[27]
- Himen imperforat (atrezia himenului) - malformație congenitală, membrana himenială acoperă integral orificiul vaginal și stopează eliminarea secrețiilor menstruale, se întâlnește la 0,05-0,1% din fetițele nou-născute, deși, frecvența precisă a acestei malformații este foarte greu de stabilit, se tratează printr-o intervenție chirurgicală (himenotomia).[28]
- Coalescența labială  - alipirea labiilor mici, cauzată, probabil, de nivelul scăzut de estrogen și a iritaților, se manifestă în special la fete cu vârsta cuprinsă între 3 luni - 6 ani, poate să dispară de la sine în perioada pubertăți sau se administrează un tratament (pe bază de cremă sau chirurgical) la recomandarea medicului, mai ales la inflamarea căilor urinare sau blocarea micțiunii.[29]
- Vulvovaginită gonococică  - boală sexual transmisibilă, inflamația a organelor genitale provocată de bacteria Neisseria gonorrhoeae.[30][31]
- Vulvovaginită micotică -  reprezintă o infecție a vulvei și a vaginului determinată de diferite specii de fungi, în special de Candida - micobacterie foarte comună, care se întâlnește și în mod normal, la pacientul sănătos, la nivelul intestinului, în regiunea perianală, la nivelul cavității bucale și pe suprafața pielii. În mod normal, în vagin există un echilibru al bacteriilor simbiotice și comensale, dar atunci când acest echilibru este deranjat, se poate ajunge la infecție candidozică.[32][33]
- Vulvovaginită trichomoniazică - maladie infecțioasă provocată de protozoarul Trichomonas vaginalis.[34][35]
- Infecții virale
- Sifilis genital -  boală infecțioasă cu transmitere sexuală provocată de bacteria Treponema pallidum.[36][37]
- Lichenul scleros vulvar - este o afecțiune dermatologică inflamatorie cronică și se manifestă prin apariția unor papule de culoare albă, care formează plăci cu aspect de porțelan de dimensiune de ordinul milimetrilor sau centimetrilor provocând subțierea și atrofia epidermului. Vezicule fiind pline cu lichid, cauzează mâncărime și tendință de formare a plăcilor epidermice netede albe (boala poate apărea și în alte regiuni ale corpului: perianală, brațe, piept, sâni, atât la femei cât și la bărbați). Labiile vaginale se micșorează și devin indurate. Cel mai frecvent sunt afectate femeile de peste 50 ani, aflate la menopauză.[38]
- Cancer vulvar - tumoare malignă de tip epidermoid, afectează cel mai des marginile labiilor mari sau ale labiilor mici, mai rar, odată ce progresează, se dezvoltă la nivelul altor structuri vulvare (clitoris, glandele Bartholin).[39][40]
- Bartholinită - inflamație a glandelor lui Bartholin, de cele mai multe ori apare în timpul infecțiilor vaginale.[41][42]
- Skenite - inflamație a glandelor/ductelor lui Skene, în majoritatea cazurilor în timpul infecțiilor vaginale cu Chlamydia trachomatis.[43][44]

## Igienă
Igiena intimă presupune spălarea zilnică a regiunii vulvare, zonei perineale și anale. În spațiile dintre labii, precum și în jurul clitorisului poate să se acumuleze smegma vulvară care trebuie curățată. Eliminarea secrețiilor vaginale la nivelul vulvei oferă o anumită protecție. De aceea, se recomandă utilizarea săpunurilor sau gelurilor cu un pH neutru pentru a preveni dezechilibrul microflorei locale benefice. Această comunitate de microorganisme, reprezentată de bacili acidolactici, creează un mediu acid, capabil să inhibe dezvoltarea bacteriilor patogene. Din aceleași motive, se optează pentru folosirea șervețelelor fără alcool sau parfum.

## Vulva în artă

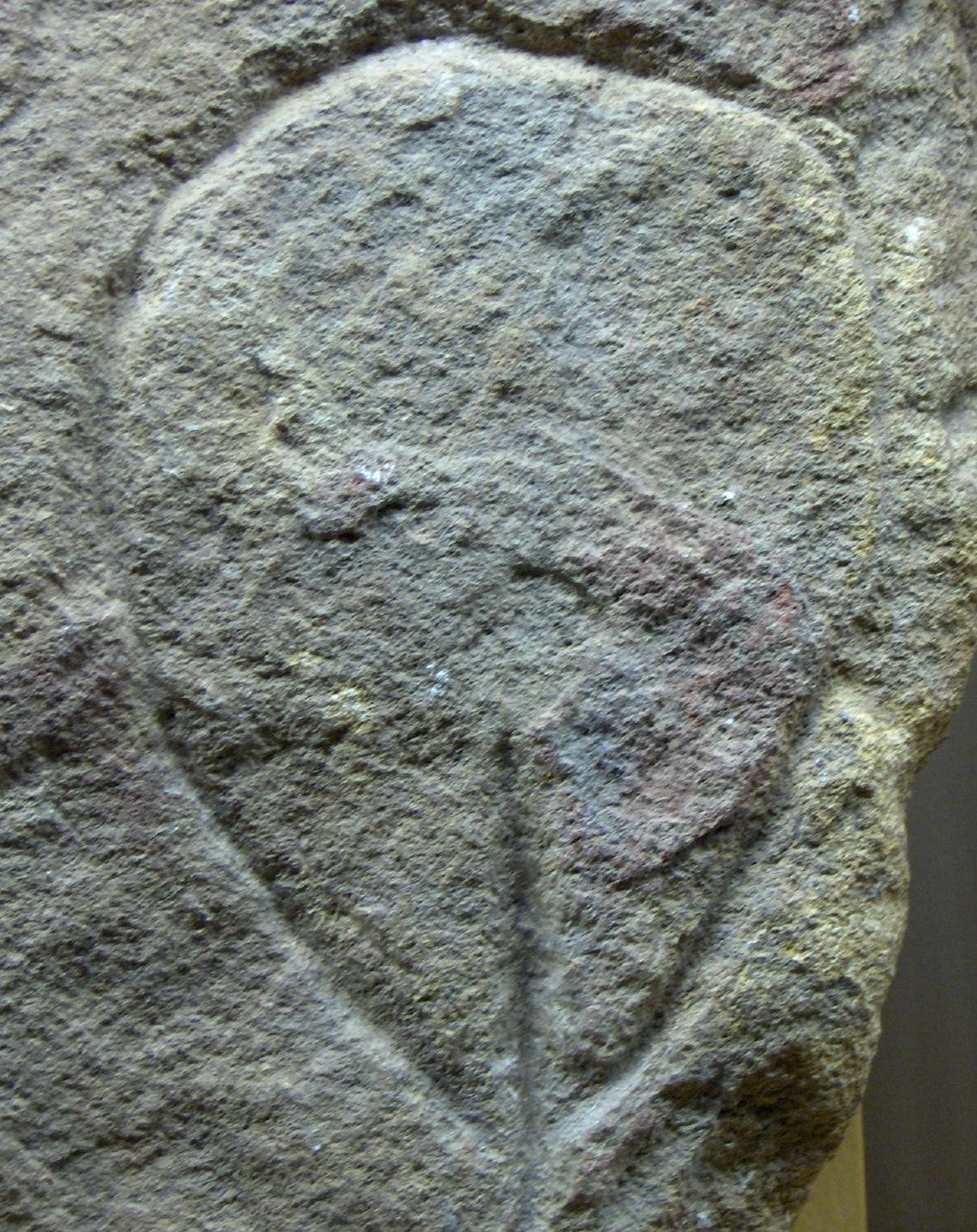
Reprezentarea grafică a vulvei din paleoliticul superior (Aurignacian) (Franța, Saint-Germain-en-Laye), se numără printre cele mai vechi manifestări culturale umane pe continentului european

Vulva constituie un simbol al fertilității, nașterii, a dăruirii unei vieți noi și al plăcerii.
Primele reprezentări grafice sau sculpturale ale organelor genitale externe feminine datează din Paleolitic. În peștera din Abri Castanet, din Franța, a fost descoperit un desen al vulvei pe un perete, realizat cu 37.000 ani în urmă. Aceasta este cea mai veche formă de artă rupestră din Europa. Din paleolitic provin și statuetele antropomorfe sculptate din piatra sau lut, denumite „figurile Venus”, datate cu vârsta cuprinsă între 30.000-5.000 ani în urmă. Prima statuetă executată din fildeș (Venus din Willendorf) a fost descoperită în 1864. Aceste figurine au fost denumite în onoarea zeiței Venus (zeița dragostei, frumuseții și fertilității) de către arheologul francez Édouard Piette, datorită proeminenței organelor genitale externe, în special a „regiunii pubiene”. Figurinele Venus erau cioplite sau modelate cu sâni și fese opulente, și cu organele genitale marcate.
Unele culturi antice practicau ritualuri însoțite de venerarea vulvei și vaginului. În perioada Uruk (cca. 4000–3100 î.e.n.), sumerienii considerau vulva un simbol sacru, iar lichidul vaginal era descris având gust „plăcut”, „agreabil”. Operele literare sumeriene conțin ode care exprim admirație față de vulva Inannei - zeița iubirii și fertilității din mitologia sumeriană. În templul Inannei de la Ashur au fost descoperite modele din argile ale vulvei. Panteonul sumerian include și zeița Nin-imma - personificarea divină a organelor genitale feminine.
În categoria cultelor care venerează vulva se include hinduismul, fiind exprimat prin utilizarea simbolurilor „yoni” (vulva) și „lingam” (falus), idoli de piatră care simbolizează actul sexual al zeiței Shakti și al zeului Shiva, exprimând originea vieții, universului, fuziunea microcosmosului și macrocosmosului. Cuvântul sanscrit yoni, tradus ca „origine”, „izvor al devenirii”, desemnează organele genitale feminine, în special vulva, vaginul și uterul.

## Altele

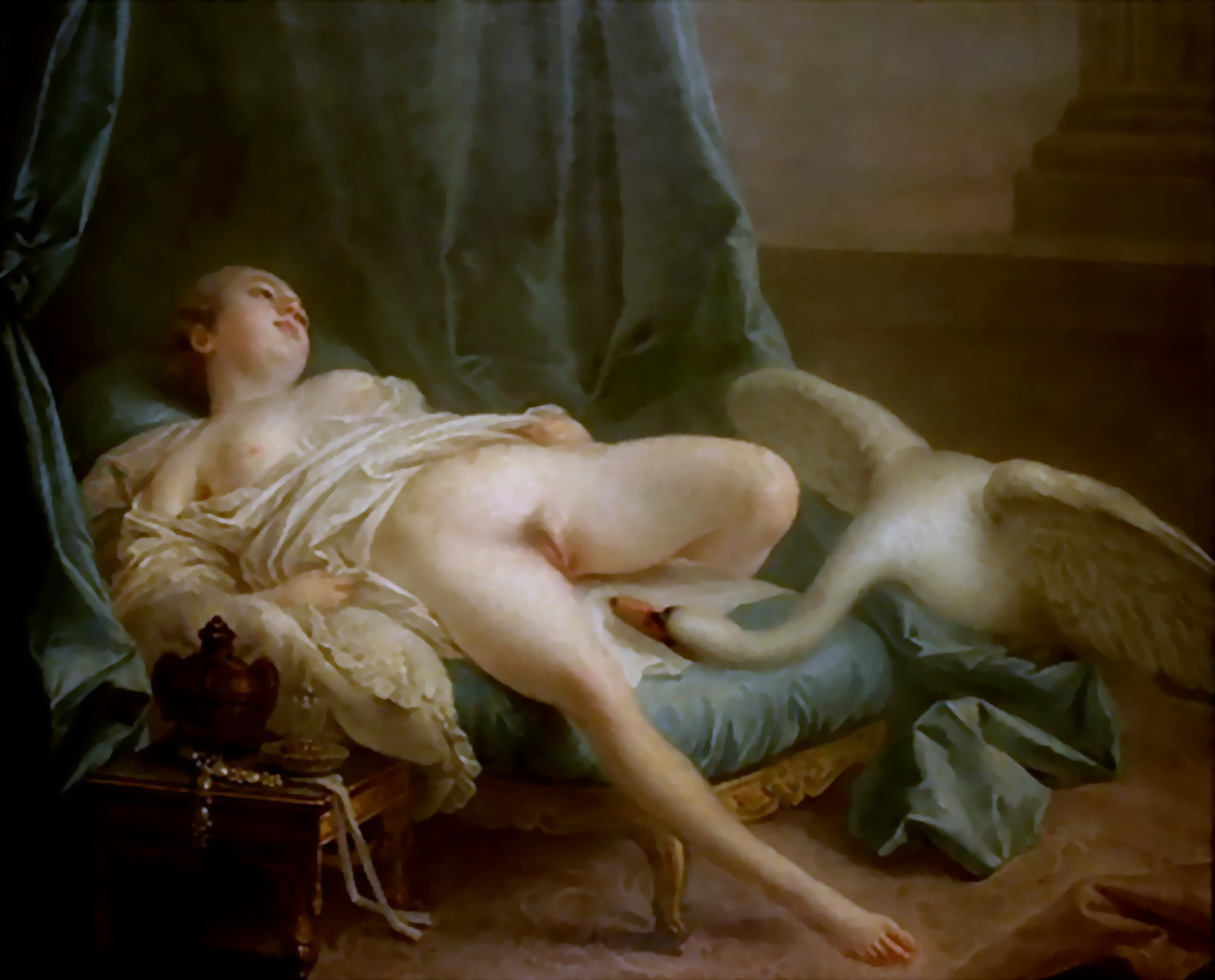
Leda și lebăda de François Boucher, 1740

- Numele companiei suedeze producătoare de autovehicule „Volvo” are aceeași origine ca și cuvânt latin vulvă (volvo în latină înseamnă „mă rostogolesc”, „mișcare rotativă”, „acoperire”) - cu referire la rulmenți.
- Cuvântul greco-latin „nimfe” (nimfae), care desemnează labia mică, a fost folosit în evul mediu cu referire la totalitatea organelor genitale externe feminie (vulva) inclusiv clitorisul.
- Pentru tratamentul unor boli ginecologice (și nevrotice la femei, precum isteria), medicii din Egiptul Antic recomandau lubrifierea vulvei cu unguente și fumigarea cu substanțe aromatice. Eficacitatea acestor metode nu a fost confirmată.[56][57]
- Pentru vindicarea isteriei (pe atunci fiind asociată cu disfuncția uterină) medicii din secolul al XIX-lea aplicau masaj vulvar, realizat manual sau cu ajutorul unui jet de apă.[58]
- În heraldică, scutul blazonului femeilor și văduvelor necăsătorite are forma unui romb (un simbol al vulvei și al fertilității).[59]
- Plantele tropicale din genul Clitoria prezintă inflorescențe care se aseamănă cu o vulvă, în partea superioară se pot observa petale ce formează o structură similară glandului clitorisului.[60]